# Ana Riesgo Gil
Ana Riesgo Gil es una bióloga española, especializada en biología marina y evolución de invertebrados marinos, particularmente esponjas. Se formó en biología y obtuvo su doctorado en la Universidad Autónoma de Madrid. Su carrera académica y profesional se ha centrado en diversos aspectos de la biología evolutiva y la ecología molecular de las esponjas, lo que la ha llevado a convertirse en una autoridad en su campo.

## Educación y carrera científica
Se graduó en Biología en la Universidad Complutense de Madrid en 2001, y realizó su doctorado en biología celular en la Universidad de Barcelona en 2007. Entre 2008 y 2015 realizó investigación postdoctoral en la Universidad de Alberta (Canadá), en el laboratorio de Gonzalo Giribet en la Universidad de Harvard (Estados Unidos) y en Universidad de Barcelona (España), en el grupo de Susanna López-Legentil. En 2015 obtuvo una plaza de Investigadora Principal en el Museo de Historia Natural de Londres, donde participa en varios proyectos de investigación de ámbito internacional y en tareas de educación.

## Investigación
Se inició en la investigación de los poríferos durante su proyecto de tesis, realizado bajo la dirección de Manuel Maldonado Barahona y Merce Durfort i Coll aprincipio de los años 2000. En este trabajo comparó los ciclos reproductivos de diferentes especies de demoesponjas y analizó las repercusiones a nivel ecológico y evolutivo. Desde entonces las esponjas, junto con otros invertebrados marinos, han sido su objeto principal de interés. En 2009, junto con Manuel Maldonado, estudió el papel que desempeñan las esponjas en el ciclo del silicio.
En 2014, junto a colaboradores de la universidad de Barcelona, la universidad de Harvard  y la Universidad de Alberta, publicó los resultados  de la secuenciación del genoma de todas las clases esponjas conocidas y  los análisis sobre diversos aspectos de la biología de estos organismos; este estudio, el más amplio publicado hasta la fecha, ha ayudado para formular hipótesis sobre la evolución de sistemas biológicos más complejos en los metazoos. También ha investigado los factores que influyen en la supervivencia de esponjas marinas adaptadas a diferentes hábitats, un tema con importantes repercusiones ecológicas.
Su grupo de investigación en el Museo de Historia Natural de Londres lleva a cabo varios proyectos de investigación sobre la genética, fisiología y evolución de las esponjas y es parte del consorcio SponGES fundado para estudiar la ecología de las especies marinas del Océano Atlántico Norte. En colaboración con la Universidad de Salford (Reino Unido), ha contribuido también al estudio de la especies presentes en ecosistemas marinos mediante el análisis del ADN que permanece en las esponjas cuando estas filtran el agua. A fecha de 2019, ha publicado varias docenas de artículos científicos sobre su investigación.